# 수분 (물)

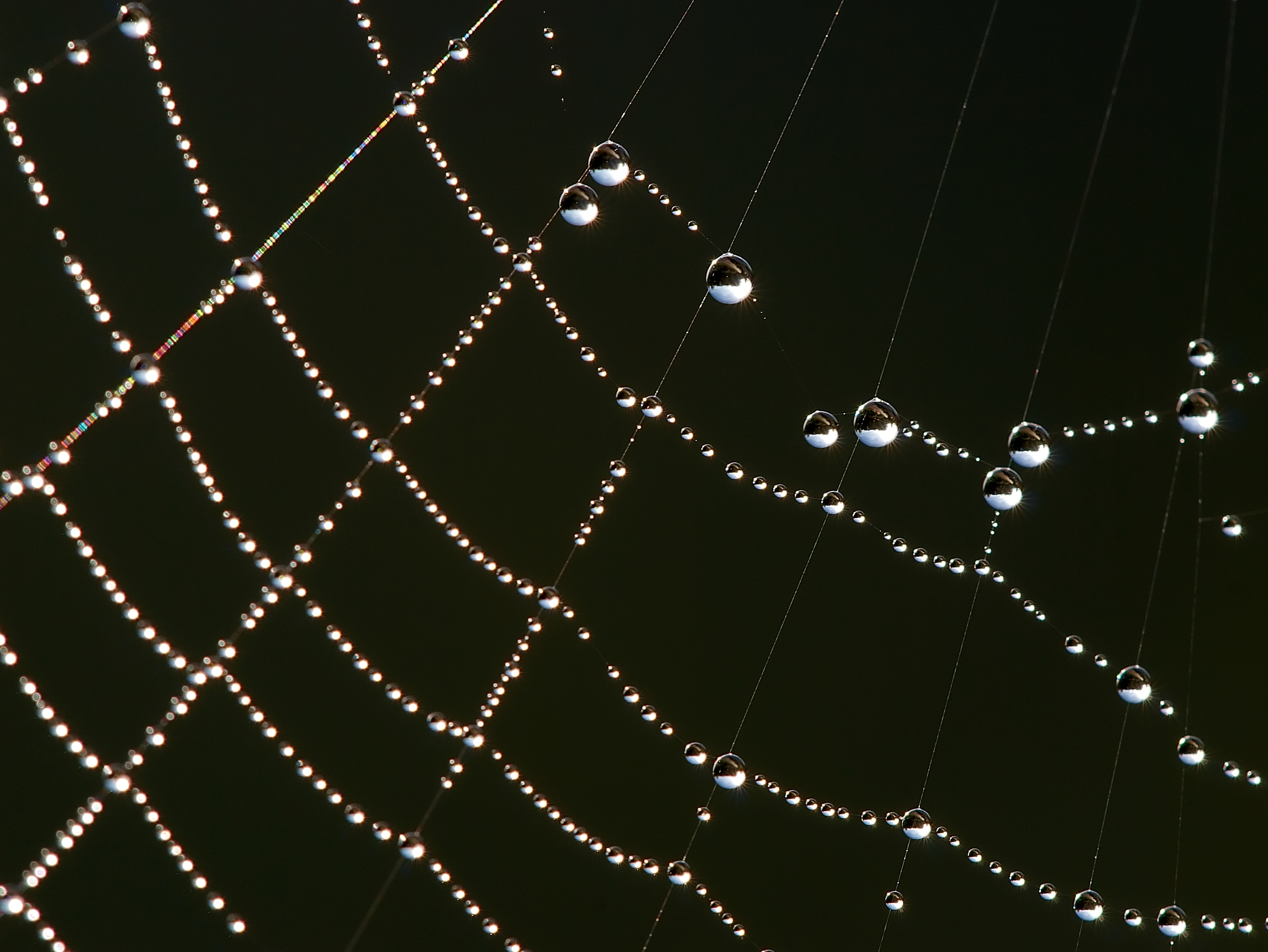
거미줄에 맺힌 이슬

수분(水分)은 극미량의 액체, 특히 물의 존재이다. 예를 들어 대기(습도), 음식, 일부 상용 제품에서 조금의 물을 발견할 수 있다. 수분은 대기 내에 존재하는 수증기의 양을 의미할 수도 있다.

## 갤러리

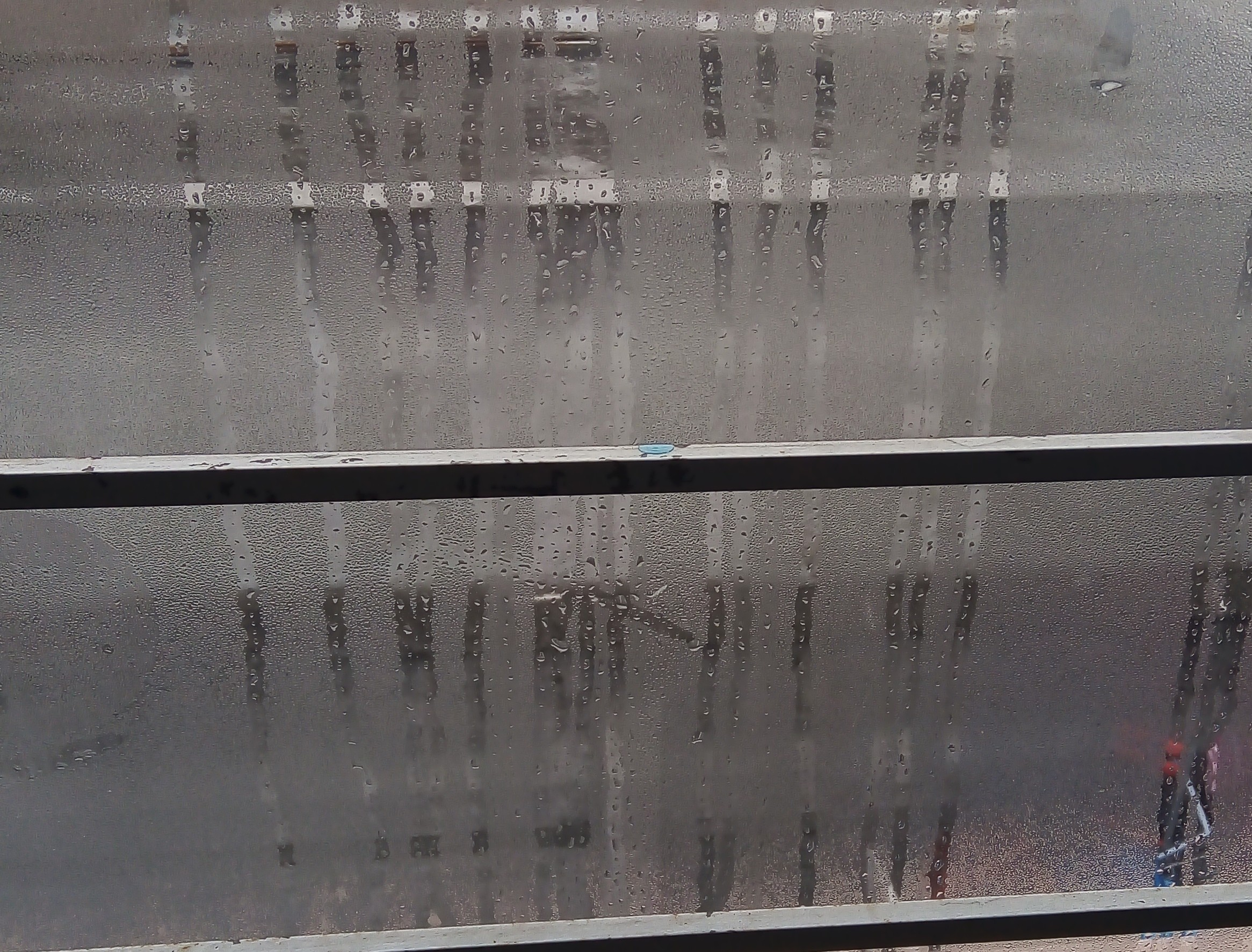
차가운 쪽에 맺힌 수증기
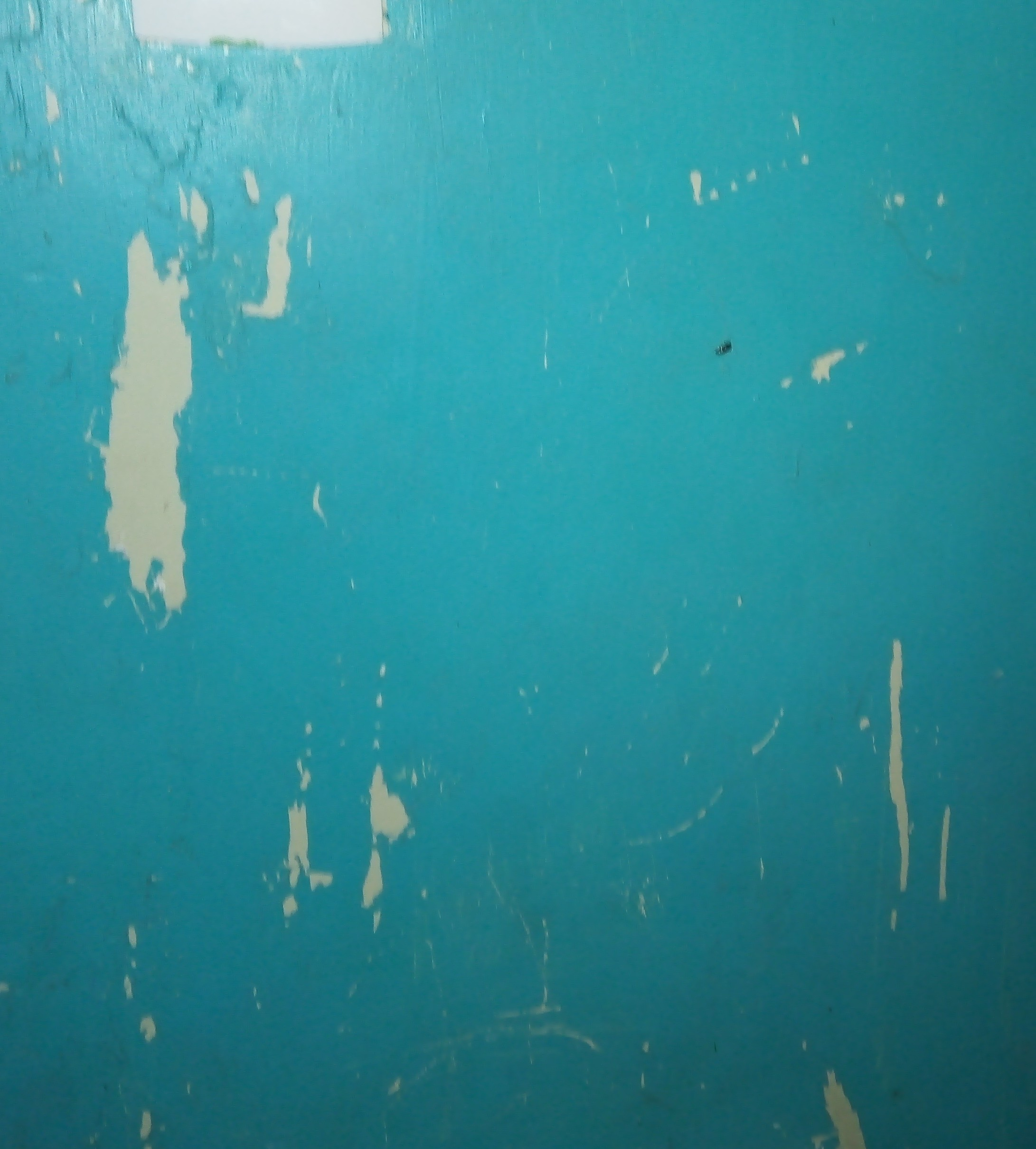
가정내의 과도한 수분은 벽의 인트가 벗겨지게 만들 수 있다. 사진에 보이는 그림은 욕실의 벽 페인트이다.